# Łoniów (gmina)
Pour les articles homonymes, voir Łoniów.
La gmina de Łoniów est une commune rurale de la voïvodie de Sainte-Croix et du powiat de Sandomierz. Elle s'étend sur 86,99 km2 et comptait 7 542 habitants en 2013. Son siège est le village de Łoniów qui se situe à environ 21 kilomètres au sud-ouest de Sandomierz et à 74 kilomètres au sud-est de Kielce.

## Villages
La gmina de Łoniów comprend les villages et localités de Bazów, Bogoria, Chodków Nowy, Chodków Stary, Gągolin, Gieraszowice, Jasienica, Jeziory, Kępa Nagnajewska, Królewice, Krowia Góra, Łążek, Łoniów, Łoniów-Kolonia, Otoka, Piaseczno, Przewłoka, Ruszcza-Kolonia, Ruszcza-Płaszczyzna, Skrzypaczowice, Skwirzowa, Sulisławice, Suliszów, Świniary Nowe, Świniary Stare, Trzebiesławice, Wnorów, Wojcieszyce, Wólka Gieraszowska et Zawidza.

## Villes et gminy voisines
La gmina de Łoniów est voisine de la ville de Tarnobrzeg et des gminy de Baranów Sandomierski, Klimontów, Koprzywnica et Osiek.